# Pomnik Wincentego Bogdanowskiego w Krakowie
Pomnik Wincentego Bogdanowskiego – pomnik znajdujący się w Krakowie, w parku Strzeleckim, w dzielnicy II Grzegórzki, na Wesołej.

Pomnik odsłonięty został w 1997 roku w dniu 40. rocznicy doprowadzienia do reaktywacji Bractwa Kurkowego przez Bogdanowskiego. Pomnik wykonany został przez Czesława Dźwigaja z brązu w formie popiersia z wyrytym napisem:
DR WINCENTY BOGDANOWSKI

1894-1982

KRÓL KURKOWY AD 1964 AD 1965

„ODNOWICIEL”
Upamiętnia on Wincentego Bogdanowskiego, polskiego prawnika, działacza społecznego, uczestnika I wojny światowej i wojny polsko-bolszewickiej, który w 1957 roku doprowadził do reaktywacji Bractwa Kurkowego w Krakowie, pełniąc tam funkcję prezesa.